# 거제 오량리 석조여래좌상
거제 오량리 석조여래좌상(巨濟 烏良里 石造如來坐像)은 대한민국 경상남도 거제시 사등면에 있는 고려시대의 석불이다.
1972년 2월 12일 경상남도의 유형문화재 제48호 오량석조여래좌상으로 지정되었다가, 2018년 12월 20일 현재의 명칭으로 변경되었다.

## 개요
1950년경에 오량리 절골의 석불암 앞산에서 발견된 불상이다. 거제도에서 이런 큰 불상이 나온 것은 드문 일인데, 1170년에 고려 의종이 거제도에 폐왕성(廢王成)을 쌓고 3년간 머물면서 만들었다는 설이 전해진다.
어깨는 넓게 표현했지만 하체를 왜소하게 나타내고 있어 어딘지 불안정해 보인다. 오른쪽 어깨를 드러내고 입은 옷은 비교적 얇은 편인데 밀집된 옷주름을 보이고 있다. 손모양은 오른손을 무릎 위로 올리고 손가락이 아래로 향한 항마촉지인(降魔觸地印)으로 석가모니불임을 알려준다. 불상이 앉아 있는 대좌(臺座)는 연꽃무늬가 새겨진 원추형의 상대와 하대만 남아 있다.
하체의 조각이 소홀하고, 옷주름이 형식적으로 처리된 점에서 고려시대에 만들어진 불상으로 추정된다.

## 참고 문헌
- 거제 오량리 석조여래좌상 - 국가유산청 국가유산포털